# Colectiva Casa de los Colores
La Colectiva Casa de los Colores es una organización no gubernamental sin fines de lucro, fundada el año 2010 en León, Nicaragua con el objetivo de integrar a las personas diversamente sexuales a través de un espacio
de referencia y contra referencia inclusivo para la promoción y realización de sus
derechos humanos libres de violencias.

## Historia
En el año 2010, mediante el proyecto: Respuesta Multisectorial a la violencia hacia la
diversidad sexual en Nicaragua, auspiciado por la Real Embajada de Noruega, se abren
dos oficinas de diversidad sexual una en Masaya y otra en Somotillo, teniendo como
objetivo el empoderamiento y acompañamiento jurídico de los y las ciudadanos LGBT
que son víctimas de discriminación, así también incidir en las autoridades locales para
mejorar la situación a nivel institucional hacia la población LGBTI. A inicio del 2011 de
cierra la casa en Somotillo y se abre en el municipio de León. La casa de la diversidad
sexual de “Los Colores” reinaugura en octubre del año 2011 bajo una nueva
coordinación. En julio del 2012 surge como una expresión a las condiciones de
discriminación en las que están insertos e insertas las minorías en este país sobre todo
las mujeres y la diversidad sexual que rompen con la heteronormatividad impuesta.

## Desarrollo
La casa de la diversidad “Los Colores” ubicada en el municipio de León se forja como un
espacio inclusivo que pretende integrar a personas que han estado sujetas a algunos tipos
de exclusión, violencia (en todas sus expresiones) y voluntarias y voluntarios que deseen
acompañar el camino del activismo. Para ampliar su propuesta, ha
realizado alianzas con tomadores/ as de decisiones del municipio, administradores/as de
justicia y otras manifestaciones de la sociedad civil que articulan sus acciones en la
defensa de los derechos humanos y la equidad, justicia social e inclusión de las minorías
marginadas como sujetas de derechos. Actualmente se ha venido trabajando en el
fortalecimiento institucional de la Casa de los Colores para la construcción de su
naturaleza, la elaboración de sistema de registro para la recepción de las denuncias.
La Colectiva Casa de los Colores ha implementado el trabajo desde el artivismo y la
lúdica para realizar sus actividades, las cuales han dado resultados positivos, abriendo
las puertas al trabajo/alianza con otras organizaciones de León y Nicaragua.

## Misión
Ser Espacio feminista que facilita e impulsa la defensa de los derechos de
las personas sexualmente diversas víctimas de discriminación y exclusión social a través
de procesos de formación social y artivismo.

## Acciones
La Colectiva Casa de los colores ha participado en alianzas con otras organizaciones para pronunciarse en contra de la violencia
Casa de los Colores apuesta a las nuevas formas de comunicación para defender los derechos de las personas diversamente sexuales en la ciudad de León,  Nicaragua. Por ello participa en eventos de tecnología y género como el FEMHACK
La formación de sus integrantes es vital en la Colectiva Casa de los Colores, sus integrantes siempre están en constante formación al igual que el voluntariado porque apuesta por incidir desde todos los espacios posibles